# James Richburg
James Richburg is een Amerikaanse professionele pokerspeler uit Long Beach, Californië. Richburg heeft twee World Series of Poker-armbanden gewonnen: de eerste met het $1.500 Razz-toernooi in 2006 en de tweede bij het $2.500 H.O.R.S.E. toernooi in 2007.
Richburg won tot en met juni 2014 meer dan een half miljoen dollar in live toernooien.

## World Series of Poker-armbanden
| Jaar | Toernooi          | Prijs (US$) |
| ---- | ----------------- | ----------- |
| 2006 | $1.500 Razz       | $139,576    |
| 2007 | $2.500 H.O.R.S.E. | $238,881    |